# Hr. Ms. Tromp (1937)
Lo Hr. Ms. Tromp fu un incrociatore leggero della Koninklijke Marine olandese, prima unità dell'omonima classe ed entrato in servizio nell'agosto 1938.
La nave fu particolarmente attiva durante il periodo della seconda guerra mondiale, partecipando alle operazioni belliche sul fronte del Pacifico: tra il dicembre 1941 e il febbraio 1942 l'incrociatore prese parte alla campagna delle Indie orientali olandesi combattendo nelle battaglie dello Stretto di Makassar e dello Stretto di Badung, e dopo un lungo periodo come unità di scorta nelle acque dell'Australia a partire dal marzo 1944 operò nel teatro dell'Oceano Indiano aggregato alle formazioni navali britanniche. La nave concluse quindi le operazioni belliche partecipando nel luglio 1945 alla campagna del Borneo.
Rientrato in patria nel maggio 1946, il Tromp fu impiegato come unità d'addestramento fino alla sua radiazione nel dicembre 1968; lo scafo fu quindi venduto per la demolizione il 13 maggio 1969.

## Storia

### Entrata in servizio

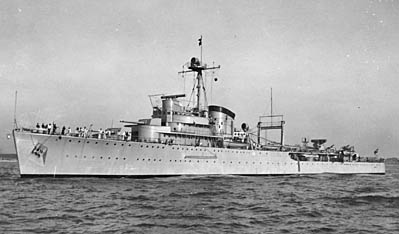
Una veduta della nave

Impostata nei cantieri della Nederlandse Scheepsbouw Maatschappij di Amsterdam il 17 gennaio 1936, la nave venne varata il 24 maggio 1937 con il nome di Tromp in onore di Maarten Tromp e Cornelis Tromp, ammiragli olandesi del XVII secolo; la nave entrò quindi in servizio il 18 agosto 1938.
La nave trascorse i primi mesi nelle acque di casa, svolgendo esercitazioni e prove in mare per far familiarizzare l'equipaggio con la nuova unità. Il 9 gennaio 1939 il Tromp salpò da Rotterdam per la sua prima crociera di lunga durata, dirigendo sul mar Mediterraneo; giunto a Lisbona il 13 gennaio, due giorni più tardi, mentre era ancora fermo in porto, l'incrociatore fu accidentalmente speronato dalla nave passeggeri tedesca Orinoco: i danni per l'unità olandese furono leggeri, ma il viaggio fu interrotto e il Tromp rientrò nei Paesi Bassi. In aprile l'incrociatore partecipò a una parata navale nelle acque davanti Scheveningen, mentre tra maggio e giugno compì una visita al porto di Oslo. Il 9 agosto la nave fu messa in cantiere ad Amsterdam per sostituire entrambi i propulsori; dopo un altro ciclo di prove in mare, il 19 agosto 1939 il Tromp salpò alla volta delle Indie orientali olandesi.

### Operazioni nelle Indie Orientali

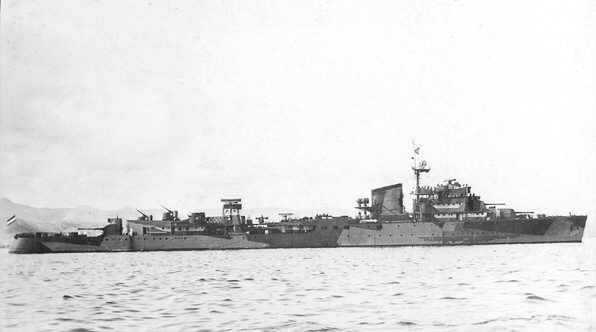
La nave vista di poppa

Dopo un lungo viaggio via Mediterraneo, canale di Suez e oceano Indiano, il Tromp arrivò a Sabang il 10 settembre 1939, giusto pochi giorni dopo l'inizio della seconda guerra mondiale in Europa. L'incrociatore si trasferì quindi a Giava per partecipare alle missioni volte a far rispettare la neutralità delle acque olandesi: già il 12 settembre il Tromp condusse opera di ispezione dei mercantili tedeschi ancorati a Padang senza trovare nulla di sospetto. La nave condusse quindi varie crociere di addestramento, ispezione e scorta dei mercantili olandesi nelle acque delle Indie Orientali muovendosi tra Giava, Sumatra, Celebes e il Borneo; l'8 marzo 1940 fece da scorta alla nave Wega con a bordo il governatore generale durante una visita alla costa occidentale di Sumatra, e dopo l'invasione tedesca dei Paesi Bassi il 10 maggio seguente intensificò le missioni di scorta ai convogli olandesi nella regione. L'8 novembre 1941 il Tromp fu inviato a pattugliare le acque dello Stretto della Sonda, dopo notizie circa un tentativo da parte di mercantili della Francia di Vichy di svolgere opera di contrabbando di materiali pregiati dall'Indocina francese a favore dei tedeschi; la potenziale crisi tra Francia e Paesi Bassi rientrò tuttavia nel giro di pochi giorni quando i mercantili francesi accettarono di essere ispezionati dagli olandesi.
Il 25 novembre 1941 il Tromp fu inviato nelle acque a occidente dell'Australia per partecipare alle missioni di ricerca dell'incrociatore australiano HMAS Sydney, misteriosamente scomparso con tutto l'equipaggio senza lasciare traccia; a insaputa degli Alleati, il Sydney aveva affrontato la nave corsara tedesca Kormoran in uno scontro conclusosi con l'affondamento di entrambe le unità. Il Tromp condusse varie operazioni di ricerca, perdendo anche il suo idrovolante il 27 novembre per incidente, ma rientrò a Surabaya il 1º dicembre senza aver trovato alcuna traccia dell'unità australiana all'infuori di un battellino di salvataggio vuoto. Il 6 dicembre il Tromp fu inviato a cercare i resti di un idrovolante Consolidated PBY Catalina olandese precipitato nello stretto di Karimata al largo di Billiton.

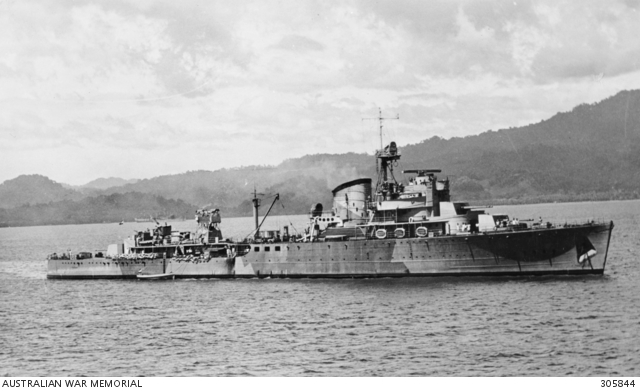
Il Tromp ripreso nel 1942, poco prima dello scontro dello stretto di Badung; la nave esibisce lo schema mimetico tipico delle unità olandesi del periodo

L'8 dicembre 1941 il Tromp ricevette notizia dell'avvio delle ostilità tra gli Alleati e l'Impero giapponese. Il 10 dicembre l'incrociatore, accompagnato dai cacciatorpediniere olandesi Piet Hein e Banckert, lasciò Surabaya per andare a pattugliare lo stretto di Sape e investigare su un presunto avvistamento di una portaerei giapponese, poi rivelatosi un errore di identificazione di un mercantile statunitense; le unità olandesi si riunirono all'incrociatore Hr. Ms. De Ruyter in vista di una progettata incursione contro dei convogli giapponesi avvistati nel Mar Cinese Meridionale, ma la missione fu annullata e le navi rientrarono a Surabaya il 24 dicembre. Per tutto gennaio 1942 il Tromp condusse missioni di scorta ai convogli diretti a Singapore in collaborazione con le unità alleate, per poi essere assegnato, a partire dal 1º febbraio, alle forze navali d'attacco dell'ABDA Command. Il 4 febbraio il Tromp, il De Ruyter, gli incrociatori statunitensi USS Houston e USS Marblehead e sette cacciatorpediniere salparono dalle isole Gili per intercettare un convoglio nemico diretto a Makassar, finendo però sotto un pesante attacco aereo da parte di velivoli giapponesi nel corso della cosiddetta battaglia dello Stretto di Makassar: il Tromp non riportò danni e prestò assistenza al Marblehead, pesantemente colpito.
Il Tromp e le navi alleate salparono ancora alla ricerca di convogli nemici l'8 e il 14 febbraio, ma in entrambe le occasioni rientrarono alla base senza aver trovato bersagli da attaccare. Il 18 febbraio il Tromp e quattro cacciatorpediniere statunitensi lasciarono Surabaya diretti all'isola di Bali, dove un convoglio giapponese aveva appena fatto sbarcare delle truppe; nella notte tra il 19 e il 20 febbraio il Tromp ingaggiò le unità giapponesi al largo di Bali nel corso della battaglia dello Stretto di Badung, sostenendo un pesante cannoneggiamento con i cacciatorpediniere Asashio e Oshio che lasciò tutte e tre le unità danneggiate. Incassata almeno una decina di proiettili d'artiglieria giapponesi e con a bordo 10 morti e 30 feriti tra l'equipaggio, il Tromp rientrò danneggiato a Surabaya; visti i danni troppo estesi e il pericolo di un'imminente invasione giapponese, il Tromp ricevette però istruzioni di raggiungere l'Australia e il 23 febbraio salpò da Surabaya diretto a Sydney.

### Operazioni nell'oceano Indiano

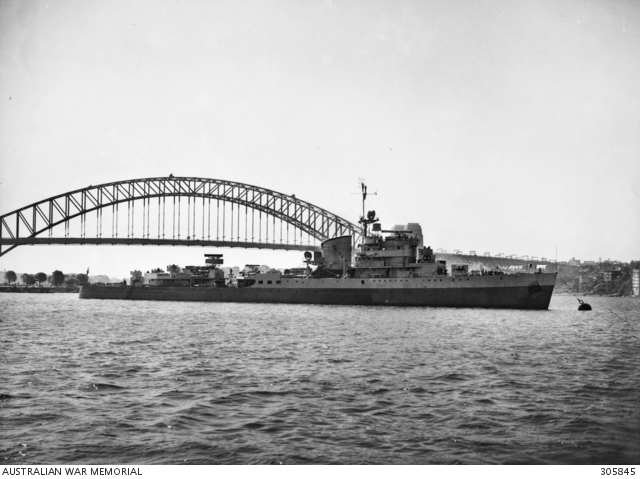
Il Tromp a Sydney nel 1943, con applicato il nuovo schema mimentico di tipo statunitense

Dopo una sosta a Fremantle, il Tromp raggiunse Sydney il 4 marzo 1942, venendo messo in cantiere per lavori di riparazione nel corso dei quali il suo armamento fu modificato e potenziato; la nave tornò quindi pienamente operativa alla fine di aprile. L'incrociatore fu destinato alle operazioni di scorta ai convogli mercantili nelle acque dell'Australia e ai trasporti truppe diretti a Port Moresby in Nuova Guinea; il 16 ottobre 1942 l'incrociatore tornò a Sydney per lavori di manutenzione protrattisi fino al 22 novembre, nel corso dei quali fu aggiunto un apparato radar. La nave continuò con missioni di scorta ai convogli e pattugliamento delle acque australiane fino alla fine del dicembre 1943, quando fu assegnato in forza alla Eastern Fleet britannica operante nell'oceano Indiano.
Il Tromp raggiunse Colombo il 13 gennaio 1944, anche se dovette sostare in porto per lavori di riparazione ai motori fino all'11 marzo seguente, quando entrò in forza alla formazione navale britannica. Tra il 16 aprile e il 6 maggio il Tromp partecipò a due incursioni contro installazioni giapponesi a Sumatra (operazioni Cockpit e Transom) fungendo da unità di scorta per le portaerei britanniche; il 25 luglio seguente, nel corso di una nuova incursione (operazione Crimson), il Tromp bombardò installazioni a terra nel porto di Sabang e affondò un piccolo mercantile presente in rada, incassando quattro colpi d'artiglieria giapponesi senza tuttavia riportare gravi danni. Dopo altre missioni di scorta nell'oceano Indiano, il Tromp rientrò quindi a Sydney il 14 ottobre per sottoporsi a nuovi lavori di manutenzione e ammodernamento, protrattisi fino al 24 febbraio 1945 quando l'incrociatore andò in forza alla nuova British Pacific Fleet da poco formata.
Come parte del 5th Cruiser Squadron, il Tromp partecipò a partire dal 30 aprile 1945 all'operazione Dracula, uno sbarco anfibio da parte delle truppe britanniche nella Birmania meridionale. Come manovra diversiva per sviare l'attenzione nemica dallo sbarco nella zona di Rangoon, il Tromp attaccò le installazioni giapponesi sull'isola di Car Nicobar; l'incrociatore cannoneggiò quindi l'ancoraggio e le installazioni a terra di Port Blair, riportando danni oltre a due morti e dodici feriti a causa dell'esplosione accidentale di un proprio proiettile. La nave tornò poi a bombardare Port Blair ancora il 1º e il 6 maggio seguenti, mentre tra il 9 e il 17 maggio il Tromp partecipò infruttuosamente alle operazioni per intercettare le navi giapponesi che tentavano di evacuare le guarnigioni stanziate sulle isole Andamane.

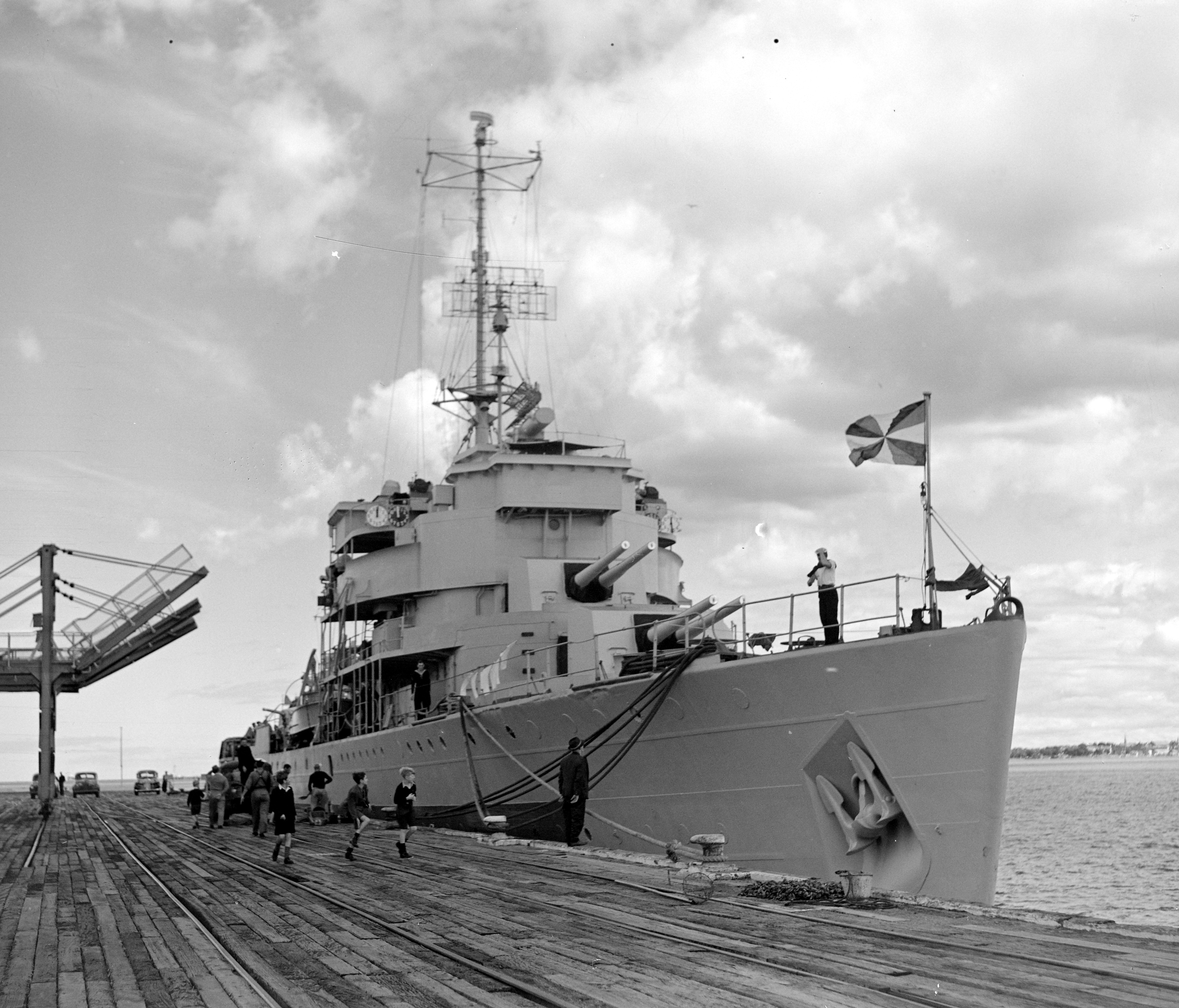
Il Tromp all'àncora nel 1946

Il 18 maggio il Tromp fu riassegnato alla United States Seventh Fleet in vista di operazioni nelle acque del Borneo, lasciando Trincomalee per raggiungere il 14 giugno la base statunitense di Morotai dopo aver circumnavigato l'Australia. L'incrociatore prese quindi parte agli eventi della campagna del Borneo, e il 1º luglio fornì appoggio di fuoco ai reparti australiani intenti a sbarcare a Balikpapan; dopo varie missioni di fuoco in supporto dei reparti a terra, il Tromp rientrò a Morotai il 20 luglio per rifornirsi. La nave ripartì per nuove operazioni il 14 agosto, ma due giorni più tardi ricevette notizia dell'avvenuta resa del Giappone e fece quindi rotta per l'Australia.

### Il dopoguerra
Il 21 agosto 1945 il Tromp presenziò a Billiton alla cerimonia di resa delle forze giapponesi nelle Indie Olandesi, per poi recarsi a Batavia il 16 settembre seguente per riprendere possesso della capitale della colonia; la nave salpò quindi da Giava il 20 gennaio 1946 con a bordo 150 ex prigionieri di guerra olandesi liberati, rientrando ad Amsterdam il 4 maggio seguente. Come riconoscimento per il suo considerevole impegno in guerra, l'incrociatore fu insignito l'8 gennaio 1949 dell'onorificenza del Koninklijke Vermelding bij Dagorder.
Dopo il suo rientro in patria la nave fu sottoposta a estesi lavori di manutenzione e ammodernamento, tornando in servizio attivo il 1º luglio 1948. La nave condusse varie esercitazioni nel canale de La Manica e nel golfo di Biscaglia, per poi essere designata come unità d'addestramento e nave ammiraglia della riserva navale a partire dal 16 aprile 1951; la nave trascorse quindi gli anni seguenti tra crociere d'addestramento nelle acque europee e soste in porto a Den Helder e Rotterdam come nave caserma. La nave compì la sua ultima crociera tra il 3 e il 31 luglio 1953 toccando i porti di Bergen, Stavanger e Copenaghen, per poi essere ufficialmente declassata come unità operativa il 1º dicembre 1955. La nave fu formalmente radiata dai registri navali nel dicembre 1968 (il 1º, 10 o 20 dicembre a seconda delle fonti); lo scafo quindi venduto per la demolizione il 13 maggio 1969.